# Ліміт нічиїх
Ліміт нічиїх — адміністративний захід, введений Федерацією футболу СРСР в союзному чемпіонаті для боротьби з договірними матчами, а також для підвищення видовищності і безкомпромісності першості країни. Ліміт нічиїх діяв в 1978—1988 роках.

## Історія і суть ліміту
Суть ліміту нічиїх полягала в тому, що за нічийні результати матчів понад установлений ліміт очки командам не нараховувалися. Наприклад, при встановленому Федерацією ліміті нічиїх в 10 матчів в тій чи іншій першості очки командам нараховувалися лише за перші 10 нічиїх у чемпіонаті, а за наступні — не нараховувались.
Передумовами для введення ліміту нічиїх послужили такі явища, як «наукізація» футболу, пошук різних «методик», які дозволили б перемагати строго ощадливо, без ризику. Особливо це явище набрало силу у радянському футболі в 70-х роках XX ст. З'явилася ціла плеяда тренерів, які прагнули будувати гру своїх команд «наукоподібно», футбол міцно захопили прагматизм і розрахунок. Вчені від футболу підрахували, що для завоювання першого місця в круговому турнірі досить, як правило, набрати 75 % очок: цей результат складався, наприклад, якщо виграти всі домашні поєдинки і звести внічию гостьові. Звідси винаходяться дві моделі стратегії гри: виїзна і домашня. У зв'язку з цим відсоток нічиїх в чемпіонатах поступово став рости, і в першості 1977 року зріс до 44,6 %. Вперше заговорили про договірні матчі, і в 1978 році з метою боротьби з договірними іграми ввели ліміт на нічиї, яких могло бути 8 (а потім 10) за один турнір. Спершу здавалося, що дане рішення пішло на користь, і в наступному чемпіонаті відсоток нічиїх впав, але проблема договірних матчів залишалася, по суті, невирішеною.
Ліміт нічиїх діяв в чемпіонаті СРСР в 1978—1988 роках протягом 11 першостей. У 1978 році ліміт нічиїх був встановлений в кількості 8 матчів (при 16 учасниках вищої ліги). Надалі один раз помінявся сам ліміт (доведений до 10 матчів) і три рази змінилося питоме співвідношення кількості нічийних матчів по ліміту від загальної кількості матчів у першості, що видно з наведеної нижче таблиці:
| Рік  | Ліміт | Кількість учасників | Відсоток «дозволених» нічиїх від загальної кількості матчів |
| 1978 | 8     | 16                  | 26,66                                                       |
| 1979 | 8     | 18                  | 23,53                                                       |
| 1980 | 10    | 18                  | 29,41                                                       |
| 1981 | 10    | 18                  | 29,41                                                       |
| 1982 | 10    | 18                  | 29,41                                                       |
| 1983 | 10    | 18                  | 29,41                                                       |
| 1984 | 10    | 18                  | 29,41                                                       |
| 1985 | 10    | 18                  | 29,41                                                       |
| 1986 | 10    | 16                  | 33,33                                                       |
| 1987 | 10    | 16                  | 33,33                                                       |
| 1988 | 10    | 16                  | 33,33                                                       |

У першій лізі чемпіонату СРСР був свій ліміт, оскільки кількість учасників в ці роки (спочатку 24, потім 22) і, відповідно, кількість матчів в першості були іншими. Він був введений на рік пізніше, ніж у вищій лізі, і становив 12 нічиїх.
Оцінки даного нововведення часом були неоднозначними. Одні фахівці вважали, що ліміт нічиїх, дійсно, корисний і дозволив значно підвищити рівень видовищності чемпіонату країни. Інші їм заперечували, кажучи, що введення ліміту нічиїх — це нерозумна міра, що боротися з нічиїми треба іншими способами. На підтвердження своїх аргументів вони наводили приклади спотворень спортивних результатів турнірів, коли через ліміт нічиїх перекроювалася перша трійка переможців, команди не виходили в єврокубки чи були змушені покинути вищу лігу (тобто, при підрахунку очок традиційним способом, без ліміту нічиїх, розстановка команд часто виходить іншою). Серед тих, хто сумнівавься в правильності введення ліміту були, наприклад, такі відомі в футболі люди, як Лев Яшин і Костянтин Бєсков .
Рекордним випадком втрати очок через перевищення ліміту нічиїх став випадок з командою СКА (Ростов-на-Дону) в чемпіонаті 1979 року, яка недорахувалася шести очок.
Починаючи з чемпіонату країни 1989 року ліміт нічиїх був скасований. Побічно правоту супротивників ліміту нічиїх підтвердило те, що в цьому році зовсім не відбулося різкого збільшення кількості нічийних матчів.
Існував виняток, коли з тієї чи іншої команди не знімалися очки в разі «понадлімітного» нічийного результату. Це було в разі, якщо на час матчу не менше двох гравців даної команди було призвано до лав збірної СРСР для міжнародних матчів. У цьому випадку за зіграну «понадлімітну» нічию команді нараховувалося, як і зазвичай, одне очко .

## посилання
- Сумерки футбола — Сергей Королёв, РетроСпорт [Архівовано 28 березня 2022 у Wayback Machine.]
- Стоимость ничьей — Аксель Вартанян, «СПОРТ ЭКСПРЕСС ФУТБОЛ» № 31 26.10.1999 [Архівовано 8 вересня 2010 у Wayback Machine.]
- Безналичный расчёт — Олег Винокуров, Большой спорт № 10 (46) [Архівовано 4 березня 2016 у Wayback Machine.]